# جامع دامغان
جامع دامغان (بالفارسية: مسجد جامع دامغان) متعلق الدولة العباسية - الدولة السلجوقية  وويقع في مدينة دامغان.

## صور

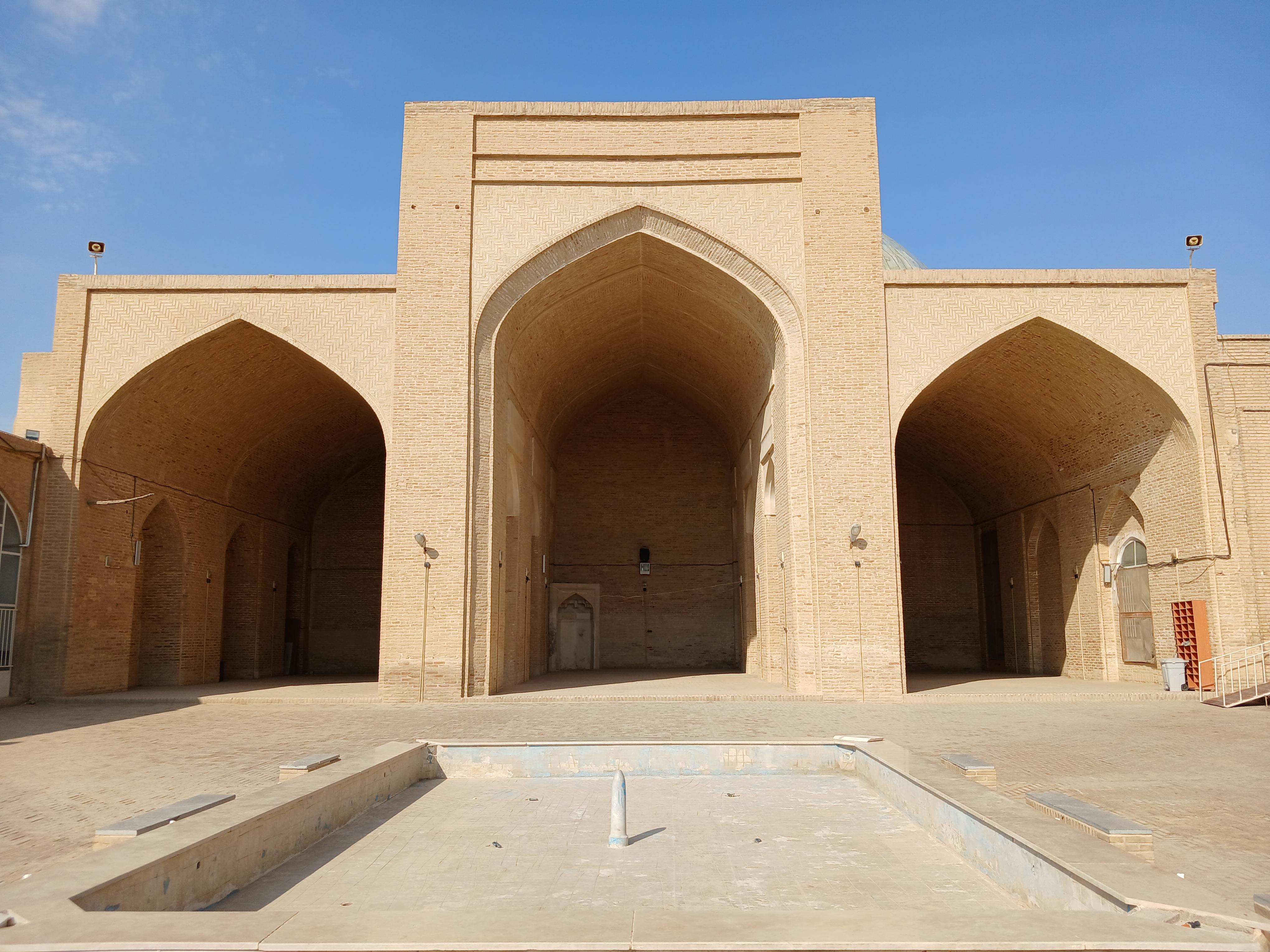
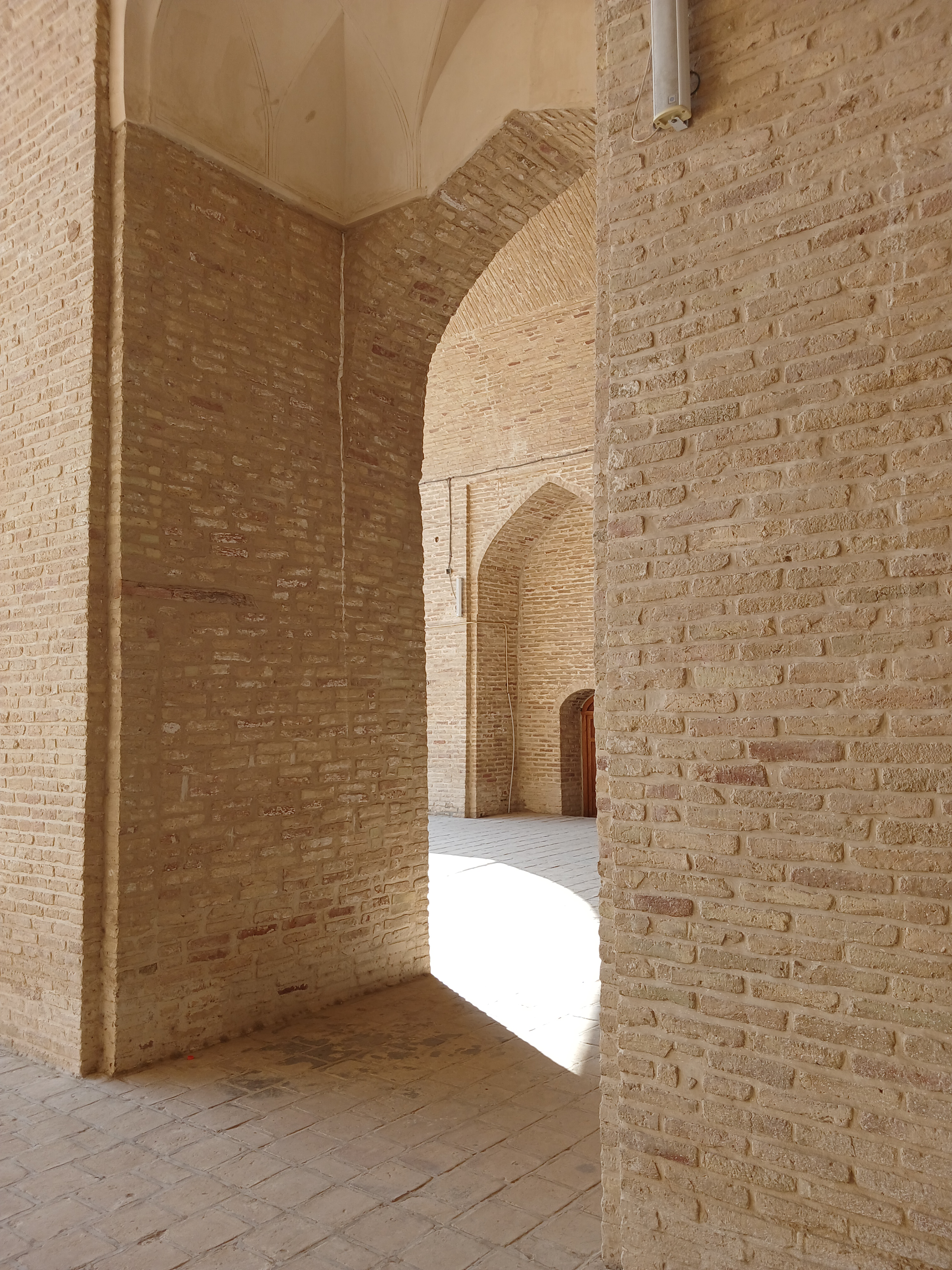